# اورلئان آرنا
اورلئان آرنا (انگلیسی: Orleans Arena) یک سالن سرپوشیده ورزشی چند منظوره در لاس وگاس، آمریکا است.
این ورزشگاه که در سال ۲۰۰۳ تأسیس شده است دارای ۹٬۵۰۰ نفر ظرفیت می‌باشد.